# Правая Боярка
Пра́вая Боя́рка — река в Таймырском Долгано-Ненецком районе Красноярского края России, правая составляющая Боярки. Длина реки — 176 км, площадь водосборного бассейна — 4770 км².
Река берёт начало на северо-востоке плато Путорана, к западу от озера Баселак, почти на границе с Эвенкийским районом, на высоте более 695 м над уровнем моря. Течёт преимущественно в северном направлении в речной долине низкогорья. Встречаются многочисленные речные пороги. В низовьях, приняв справа приток Улахан-Юрях, резко поворачивает на запад и выходит на Северо-Сибирскую низменность. В нижнем течении на берегах большое число некрупных озёр. Сливаясь с Левой Бояркой, образует Боярку на высоте 30 м над уровнем моря. В нижнем течении ширина русла 72-192 м при глубине 1-1,5 м, скорость течения в низовьях — 0,4 м/с.

## Основные притоки
Указаны поименованные притоки длиной 30 км и более.
| Название      | Расстояние от устья | Длина | Положение |
| ------------- | ------------------- | ----- | --------- |
| Укси          | 20                  | 55    | левый     |
| Улахан-Юрях   | 31                  | 77    | правый    |
| Баты-Юрях     | 50                  | 80    | правый    |
| Чернуха       | 120                 | 30    | левый     |
| Верхняя Чопко | 130                 | 32    | правый    |

## Данные водного реестра
По данным государственного водного реестра России и геоинформационной системы водохозяйственного районирования территории РФ, подготовленной Федеральным агентством водных ресурсов:
- Бассейновый округ — Енисейский
- Речной бассейн — Хатанга
- Речной подбассейн — Хета
- Водохозяйственный участок — Хета
- Код объекта в государственном водном реестре — 17040100112117600024170[4].